# Aureolaria patula
Aureolaria patula là loài thực vật có hoa thuộc họ Cỏ chổi. Loài này được (Chapm.) Pennell mô tả khoa học đầu tiên năm 1919.